# Fadar-Fadar Nord
Fadar-Fadar Nord est une commune située dans le département de Tin-Akoff, dans la province d'Oudalan, région du Sahel, au Burkina Faso.